# Dungeons & Dragons Online
Dungeons and Dragons Online (forkortet DDO) er et Dungeons & Dragons MMORPG.
Det er skabt af Turbine Entertainment og foregår i Eberron en verden skabt af Wizards of the Coast.

## Karakter
Som spiller starter du med at lave en karakter. Du skal vælge:
- Race
- Class
- Køn
- Udseende
- Ability point
- Skills
- Feats
- Evt. magier

| Racer                                                   | Classes                                                                             |
| ------------------------------------------------------- | ----------------------------------------------------------------------------------- |
| - Menneske - Elver - Dværg - Warforge - Halfling - Drow | - Fighter - Cleric - Barberian - Bard - Ranger - Rogue - Sorcere - Wizard - Paladin |

## Selve spillet
Når du startet spillet har du 2 muligheder:
1. Udfører introduktions questen
2. Gå direkte til selve spillet

Intoduktions questen indfører dig i det grundlæggende
- Bevægelse i spillet
- Kamp
- Klatre
- Opsamling af ting
- Brug af håndtag etc.

### Områder

#### Standart områder
- Havnen
- Markeds pladsen
- Hus Deneith
- Hus Phiarlan
- Hus Kundarak
- Hus Jorasco

#### Andre områder
- Gianthold Tor
- Threnal ruins
- Cerulean Hills
- Restless Isles

## Danske guilds i DDO
- Danskerne på Ghallanda Arkiveret 28. februar 2014 hos  Wayback Machine

1. ↑  denne race er mulig at spille, når der er tjent 400 favor point i alt

| computerspil | Spire Denne computerspilsrelaterede artikel er en spire som bør udbygges. Du er velkommen til at hjælpe Wikipedia ved at udvide den. |